# Kevin McCarthy
Kevin Owen McCarthy (ur. 26 stycznia 1965 w Bakersfield) – amerykański polityk, działacz Partii Republikańskiej, od 2007 roku członek Izby Reprezentantów, spiker Izby od stycznia do października 2023 roku, członek kierownictwa Partii Republikańskiej w izbie niższej Kongresu: whip większości (2011–2014), lider większości (2014–2019) i mniejszości (2019–2023).

## Życiorys
Urodził się 26 stycznia 1965 w Bakersfield. Ukończył studia na Uniwersytecie Stanu Kalifornia w Bakersfield, uzyskując stopień Bachelor of Science w 1989 roku i Master of Business Administration w 1994 roku.
W 1995 roku był przewodniczącym Młodych Republikanów w Kalifornii, a w latach 2000–2001 pełnił funkcję ogólnokrajowego przewodniczącego tej organizacji. W latach 1987–2002 pracował w biurze kongresmena Billa Thomasa. W latach 2002–2006 był członkiem Zgromadzenia Stanowego Kalifornii. Od 2004 roku do 2006 roku pełnił funkcję lidera republikańskiej mniejszości w izbie niższej Legislatury Stanowej Kalifornii.
W 2006 roku został wybrany do Izby Reprezentantów Stanów Zjednoczonych, zdobywając 70,7% głosów w 22. okręgu wyborczym Kalifornii. W 2008, 2010, 2012, 2014, 2016, 2018, 2020, 2022 uzyskiwał reelekcję. W wyniku ponownego wytyczenia granic okręgów wyborczych w latach 2013–2022 reprezentował 23. okręg wyborczy, a od 2022 roku 20. okręg wyborczy. W 2008 roku został mianowany na stanowisko głównego zastępcy whipa mniejszości. W listopadzie 2010 roku Republikanie wybrali go whipem większości – funkcję objął wraz z początkiem kolejnej kadencji Kongresu, w styczniu 2011 roku.
W 2014 roku McCarthy został nowym liderem większości. W 2015 roku, po rezygnacji spikera Izby Reprezentantów Johna Boehnera, McCarthy był faworytem do zajęcia jego miejsca, lecz wycofał się z wyścigu o fotel spikera. W 2018 roku, po rezygnacji dotychczasowego spikera Paula Ryana z ubiegania się o reelekcję McCarthy objął funkcję lidera mniejszości (obejmując 1. miejsce w hierarchii republikanów w Izbie Reprezentantów). Po zwycięstwie republikanów w wyborach do Izby Reprezentantów w listopadzie 2022 roku, przedstawiciele tejże partii w izbie niższej Kongresu wyznaczyli go jako swojego kandydata na spikera większością głosów 188–31. 7 stycznia 2023, w 15. rundzie głosowania został wybrany spikerem Izby Reprezentantów, uzyskując poparcie 216 republikanów. McCarthy 3 października 2023 został odwołany z funkcji spikera Izby Reprezentantów, po tym gdy wszyscy głosujący demokraci i ośmiu republikanów zagłosowało za wnioskiem republikanina Matta Gaetza o jego odwołanie. Kevin McCarthy jest jedynym w historii Stanów Zjednoczonych spikerem Izby Reprezentantów odwołanym ze stanowiska.

## Wyniki wyborów
| Rok  | Komitet wyborczy                         | Komitet wyborczy     | Organ                           | Okręg            | Wynik           | Wynik |
| ---- | ---------------------------------------- | -------------------- | ------------------------------- | ---------------- | --------------- | ----- |
| 2002 |                                          | Partia Republikańska | Zgromadzenie Stanowe Kalifornii | nr 32            | 78 229 (75,85%) | T     |
| 2004 | 129 510 (78.66%)                         | Partia Republikańska | Zgromadzenie Stanowe Kalifornii | nr 32            | T               |       |
| 2006 | Izba Reprezentantów Stanów Zjednoczonych | Partia Republikańska | nr 22                           | 133 278 (70,70%) | T               |       |
| 2008 | Izba Reprezentantów Stanów Zjednoczonych | Partia Republikańska | nr 22                           | 224 549 (100%)   | T               |       |
| 2010 | Izba Reprezentantów Stanów Zjednoczonych | Partia Republikańska | nr 22                           | 173 490 (98,76%) | T               |       |
| 2012 | Izba Reprezentantów Stanów Zjednoczonych | Partia Republikańska | nr 23                           | 158 161 (73,22%) | T               |       |
| 2014 | Izba Reprezentantów Stanów Zjednoczonych | Partia Republikańska | nr 23                           | 100 317 (74,84%) | T               |       |
| 2016 | Izba Reprezentantów Stanów Zjednoczonych | Partia Republikańska | nr 23                           | 167 116 (69,18%) | T               |       |
| 2018 | Izba Reprezentantów Stanów Zjednoczonych | Partia Republikańska | nr 23                           | 131 113 (63,72%) | T               |       |
| 2020 | Izba Reprezentantów Stanów Zjednoczonych | Partia Republikańska | nr 23                           | 190 222 (62,14%) | T               |       |
| 2022 | Izba Reprezentantów Stanów Zjednoczonych | Partia Republikańska | nr 20                           | 153 844 (67,25%) | T               |       |